# Старий Сонч
Старий Сонч, Старий Санч (пол. Stary Sącz) — місто в південній Польщі, в місці впадання Попраду в Дунаєць. Належить до Новосондецького повіту Малопольського воєводства.
Розташоване на теренах Лемківщини — української етнічної території, на якій здавна проживала етнографічна група українців — лемки.
Втім, у 1910 році українців в районі Altsandez було менше 2%,

## Демографія
Демографічна структура станом на 31 березня 2011 року:
|          | Загалом | Допрацездатний вік | Працездатний вік | Постпрацездатний вік |
| -------- | ------- | ------------------ | ---------------- | -------------------- |
| Чоловіки | 4456    | 985                | 3052             | 419                  |
| Жінки    | 4653    | 924                | 2783             | 946                  |
| Разом    | 9109    | 1909               | 5835             | 1365                 |

## Відомі особистості
Тут навчався живописець Казимир Лотоцький, а також в дитинстві жила польська оперна співачка (сопрано) Ада Сарі.